# Марцинкевич Олександр Миколайович
Олександр Миколайович Марцинкевич (нар. 20 січня 1967 року, Всеволожськ, Ленінградська область) — російський співак і композитор. З 1994 року лідер гурту "Кабріолет", з 2014 року — групи "Цепи".

## Біографія
Народився 20 січня 1967 року у місті Всеволожську, у мікрорайоні Бернгардівка, у багатодітній циганській сім'ї. У Олександра дві сестри та п'ять братів. З дитинства виявляв інтерес до музики, освоїв гітару та ударні інструменти.
У 12 років отримав першу премію на міському конкурсі молодих талантів. Відомо також, що під час виступу у Марцинкевича зламалася одна з барабанних паличок, і він дограв однією. З 13 років почав писати пісні.
У 1987—1989 роках проходив термінову службу в лавах Радянської армії. Був музикантом полкового оркестру, там же грав у складі самодіяльного вокально-інструментального ансамблю.На початку дев'яностих Олександр Марцинкевич виступав у ресторані з ромською групою «Мириклэ».
1994 року Марцинкевич створив власну групу «Кабріолет».
«Кабріолетом» цигани між собою називають кибиткою з відкритим верхом. Про людей, які прибували в гості на такому «кабріолеті», за старих часів говорили: «Вони прийшли до нас із відкритим серцем». — Звідси й назва ансамблю, адже ми дійсно приходимо до вас, глядачів, з відкритим серцем і співаємо від щирого серця, — стверджує Олександр Марцинкевич.
У 1995 році (за іншими даними у 1996 -му) отримали гран-прі на Міжнародному фестивалі циганської музики в Польщі. Там вони записують і свій перший альбом під невибагливою назвою «Море», що в перекладі означає «циган». На заголовну пісню альбому, яка кілька місяців входила до десятки кращих пісень країни, зняли кліп.
Всі пісні альбому «Море» були циганською мовою, тому жодна звукозаписна студія в Санкт-Петербурзі не взяла на себе сміливість випустити його на російський музичний ринок. Відмова звучала приблизно однаково: «Альбом, звичайно, чудовий, але якби ви, хлопці, співали російською …». Як це не прикро, але довелося підкоритися законам комерції. З репертуару максимально виключили пісні рідною мовою, і тепер вони складають трохи більше, ніж його третину. У будь-якому разі, у наміри музикантів не входить повністю від них відмовлятися.
У 1997 році група «Кабріолет» стала лауреатом Фестивалю естрадної пісні Росії в Москві, а в 1999 — лауреатом Срібного ключа в Санкт-Петербурзі. Але, мабуть, їхнім головним досягненням була участь на Міжнародному фестивалі циганського мистецтва «На рубежі століть». Тоді у феєричному концерті взяли участь близько 300 артистів та колективів. Суддівська колегія, головою якої став художній керівник єдиного у світі Московського циганського театру " Ромен " Микола Сліченко, відібрала тридцять найкращих. Олександр Марцинкевич та його група опинилися серед них і як переможці здобули золоту медаль.
Шоу-група успішно гастролювала у Чехії, Польщі, Данії, Швеції, Швейцарії, Болгарії.
Популярність гурту принесла пісня «Цепи», записана на початку 2000-х років, на яку також було знято кліп.
У 2014 році Олександр ухвалив рішення змінити назву гурту. Зараз його колектив називається «Цепи».
Наприкінці 2016 року вирішив розкручувати власне ім'я як бренд «Олександр Марцинкевич».
2017 року колектив покинув скрипаль Віктор Рапотихін. Тепер Віктор грає у групі "Ленінград".

## Особисте життя
Дружина — Наталя, володіє салоном краси у Санкт-Петербурзі. Мають трьох дітей: сина та дві дочки Ангеліна та Христину. Діти, як і батько, виявляють схильність до творчості.